# Penipe Sporting Club
El Penipe Sporting Club es un equipo de fútbol profesional de Penipe, Provincia de Chimborazo, Ecuador. 11 de agosto de 2010. Se desempeña en la Segunda Categoría del Campeonato Ecuatoriano de Fútbol.
Está afiliado a la Asociación de Fútbol No Aficionado de Chimborazo.
- Datos: Q6071322